# Maison Taligari
La Maison Taligari est une Maison de l’univers de fiction de Dune découverte dans les séries précédant Dune, écrites par Brian Herbert et Kevin J. Anderson.